# Torneo Femenino Clausura 2010 (Argentina)
El Torneo Femenino Clausura 2010 fue la vigésima octava edición del Campeonato Femenino de Fútbol organizado por la Asociación del Fútbol Argentino. Participaron once equipos y el campeón fue River Plate, conquistando el título tras vencer a Boca Juniors en un partido de desempate luego de que ambos equipos terminaran igualados en  la tabla de posiciones.

## Equipos participantes
| Equipo              | Ciudad        |
| ------------------- | ------------- |
| Atlanta             | Buenos Aires  |
| Boca Juniors        | Buenos Aires  |
| Deportivo Paraguayo | Buenos Aires  |
| Estudiantes         | La Plata      |
| Huracán             | Buenos Aires  |
| Independiente       | Avellaneda    |
| Lugano              | Buenos Aires  |
| Platense            | Vicente López |
| River Plate         | Buenos Aires  |
| San Lorenzo         | Buenos Aires  |
| UAI Urquiza         | Villa Lynch   |

### Distribución geográfica de los equipos
| Región                 | Cant. | Equipos                                                                                |
| ---------------------- | ----- | -------------------------------------------------------------------------------------- |
| Ciudad de Buenos Aires | 7     | Atlanta, Boca Juniors, Deportivo Paraguayo, Huracán, Lugano, River Plate, San Lorenzo. |
| Conurbano bonaerense   | 3     | Independiente, Platense, UAI Urquiza.                                                  |
| Gran La Plata          | 1     | Estudiantes.                                                                           |

## Tabla de posiciones
| Pos. | Equipo              | Pts. | PJ | PG | PE | PP | GF | GC | Dif. |
| ---- | ------------------- | ---- | -- | -- | -- | -- | -- | -- | ---- |
| 01.º | Boca Juniors        | 28   | 10 | 9  | 1  | 0  | 72 | 7  | 65   |
| 02.º | River Plate         | 28   | 10 | 9  | 1  | 0  | 67 | 4  | 63   |
| 03.º | San Lorenzo         | 24   | 10 | 8  | 0  | 2  | 40 | 7  | 33   |
| 04.º | UAI Urquiza         | 18   | 10 | 6  | 0  | 4  | 24 | 20 | 4    |
| 05.º | Platense            | 15   | 10 | 5  | 0  | 5  | 15 | 29 | −14  |
| 06.º | Estudiantes         | 13   | 10 | 4  | 1  | 5  | 13 | 21 | −8   |
| 07.º | Deportivo Paraguayo | 12   | 10 | 4  | 0  | 6  | 14 | 31 | −17  |
| 08.º | Huracán             | 10   | 10 | 3  | 1  | 6  | 13 | 24 | −11  |
| 09.º | Independiente       | 6    | 10 | 1  | 3  | 6  | 11 | 25 | −14  |
| 10.º | Atlanta             | 6    | 10 | 2  | 0  | 8  | 10 | 46 | −36  |
| 11.º | Lugano              | 1    | 10 | 0  | 1  | 9  | 2  | 67 | −65  |

|  | Al salir igualados en puntos debieron jugar un partido de desempate por el campeonato. |

Fuente:  Rec.Sport.Soccer Statistics Foundation.

## Partido de desempate

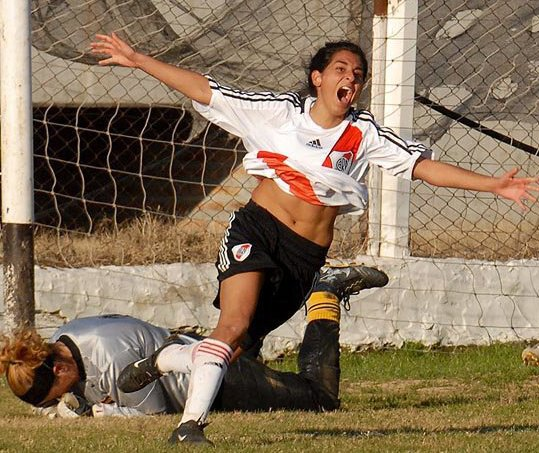
Gol de María Pía Gómez en el primer tiempo suplementario del partido por el desempate.

Al salir igualados en la cima de la tabla de posiciones, River Plate y Boca Juniors debieron jugar un partido de desempate para la definición del campeonato. El partido fue jugado en julio de 2010 en cancha auxiliar de Platense.
River Plate, dirigido por Diego Guacci, formó con Vanesa Sarroca, Delfina Fernández, Evangelina Testa, Mariela Ricotti, Natalia Mann (capitana), Daiana Cardone, Soledad Jaimes, Emilia Mendieta, Catalina Pérez Castaño, Mercedes Pereyra y Mariana Larroquette. En tanto que Boca Juniors, bajo la dirección técnica de Daniel Distéfano, lo hizo con Karina Rucci, Eva Nadia González, Valeria Cotelo, María Suárez, Marisa Gerez (capitana), Celeste Barbitta, Gabriela Chávez, Vanesa Santana, Soledad Britos, Rosana Gómez y Soledad Vallejos.
El partido quedó igualado a cero tras los noventa minutos reglamentarios, por lo que se requirió disputar dos tiempos suplementarios en el que dos goles, marcados por Pía Gómez y Emilia Mendieta, le dieron la victoria a River Plate. En reconocimiento por el nuevo título conquistado, las autoridades del Club Atlético River Plate galardonearon con medallas a sus jugadoras.
| 28 de julio de 2010 | River Plate                                 | 0 - 0 (2 - 0 t. s.) | Boca Juniors | Platense auxiliar, |  |
|                     | María Pía Gómez 102' · Emilia Mendieta 118' | Reporte             |              |                    |  |

### Campeón
| XXX                     |
| River Plate 10.º título |